# SNARE-eiwit
SNARE-eiwitten (acronym van soluble NSF attachment receptor) zijn een grote superfamilie van eiwitten die bestaat uit meer dan zestig soorten eiwit die voorkomen in gisten en zoogdiercellen. 
De voornaamste rol van SNARE-eiwitten is om de koppeling en versmelting tussen verschillende membranen en versmelting van cellulaire transportvesikels met het celmembraan of het membraan van een intracellulair compartiment (zoals een lysosoom) mogelijk te maken.
De SNAREs kunnen worden onderverdeeld in twee categorieën: vesikel-, of v-SNAREs die in de membraan van transportvesikels worden opgenomen als die zich afsnoeren, en target- of t-SNAREs die zich bevinden in het membraan dat een vesikel moet gaan opnemen. 
Een andere, recenter geformuleerde, classificatie is echter die in R-snares en Q-snares, gebaseerd op structurele kenmerken van de SNARE-eiwitten. 
De best bestudeerde SNAREs zijn die, die betrokken zijn bij de exocytose van synaptische vesikels bij de pre-synaptische membraan. Deze SNAREs zijn het aangrijpingspunt van de bacteriële toxines die botulisme en tetanus veroorzaken.